# Đồng Thịnh, Ngọc Lặc
Đồng Thịnh là một xã thuộc huyện Ngọc Lặc, tỉnh Thanh Hóa, Việt Nam.
Xã Đồng Thịnh có diện tích 10,26 km², dân số năm 1999 là 3067 người, mật độ dân số đạt 299 người/km².